# ویرجیل پینسون
ویرجیل پینسون (انگلیسی: Virgile Pinson؛ زادهٔ ۲۲ فوریهٔ ۱۹۹۶) بازیکن فوتبال اهل فرانسه است.
از باشگاه‌هایی که در آن بازی کرده‌است می‌توان به باشگاه فوتبال آنتالیااسپور اشاره کرد.